# Fachsenat nach § 189 VwGO des Bundesverwaltungsgerichts
Der Fachsenat nach § 189 VwGO ist ein Spruchkörper des deutschen Bundesverwaltungsgerichts. Er entscheidet, wenn eine Behörde sich im Einzelfall weigert, dem Gericht bestimmte Akten vorzulegen.

## Zuständigkeit
Der Fachsenat ist zuständig für Entscheidungen nach § 99 Abs. 2 VwGO (sog. In-Camera-Verfahren).

## Besetzung
Der Fachsenat ist mit folgenden fünf Berufsrichtern besetzt. Zudem sind drei Vertreter benannt:
- Vorsitzender Richter: Richard Häußler
- Richter (stellv. Vorsitzender): Stefan Langer
- Richter: Günter Burmeister
- Richterin: Martina Eppelt
- Richterin: Angela Henke
- Richter: Andreas Koch (ab Ernennung)
- 1. Vertreterin: Isabel Schübel-Pfister
- 2. Vertreterin: Markus Kenntner
- 3. Vertreterin: Franz Schemmer

Soweit darüber hinaus eine Vertretung erforderlich wird, werden alle Richter des Fachsenats von allen beisitzenden Richtern der Revisionssenate, beginnend mit dem dienstjüngsten und fortlaufend in der Reihenfolge des Dienstalters, vertreten. Bei gleichem Dienstalter beginnt die Vertretung mit dem lebensjüngeren Richter.

## Vorsitzende
| Nr. | Name (Lebensdaten)       | Beginn der Amtszeit | Ende der Amtszeit |
| --- | ------------------------ | ------------------- | ----------------- |
|     | Rüdiger Rubel (* 1954)   | Mai 2016            | Dezember 2018     |
|     | Richard Häußler (* 1962) | min. seit 2019      |                   |